# ゴラン・ガヴランチッチ
ゴラン・ガヴランチッチ(セルビア語: Goran Gavrančić、1978年8月2日 - )は、ユーゴスラビア（現・セルビア）出身の元サッカー選手。ポジションはDF。主にセンターバック、右サイドバックとしてプレーをする。

## 経歴
レッドスター・ベオグラードの下部組織に出身。1998年にFKチュカリチュキでプロキャリアをスタート。チュカリチュキ・スタンコム(en)では合計87試合に出場し、18得点を記録。2001年からウクライナのディナモ・キエフへ移籍。以後、2007-2008シーズンまで在籍し、合計167試合に出場、23得点を挙げた。2008年1月、ギリシャのPAOKテッサロニキへ半年間のレンタル移籍。2009年、レッドスターのライバルチームのパルチザン・ベオグラードへ移籍。
ユーゴスラビア代表として、2002年2月のメキシコ戦で代表初キャップを記録している。セルビア・モンテネグロ代表としては、2006 FIFAワールドカップ・ヨーロッパ予選で活躍。予選10試合全てに出場し、失点をわずか1に抑えた。スペインを退けて、グループ1位での本選出場となった。しかし、2006 FIFAワールドカップ本選では、グループリーグ3試合ともフル出場。しかし、3試合で合計10失点と守備が崩壊し、グループリーグでの敗退となってしまった。その後、代表への選出はされていない。
2010年9月、現役引退を発表した。

## 代表歴

### 出場大会
- ユーゴスラビア代表
- セルビア・モンテネグロ代表
  - 2006 FIFAワールドカップ

### 試合数
- 国際Aマッチ 4試合 0得点（ユーゴスラビア代表、2002年）[1]
- 国際Aマッチ 24試合 0得点（セルビア・モンテネグロ代表、2003年-2006年）[1]

| ユーゴスラビア代表 | 国際Aマッチ | 国際Aマッチ |
| 年                 | 出場        | 得点        |
| ------------------ | ----------- | ----------- |
| 2002               | 4           | 0           |
| 通算               | 4           | 0           |

| セルビア・モンテネグロ代表 | 国際Aマッチ | 国際Aマッチ |
| 年                         | 出場        | 得点        |
| -------------------------- | ----------- | ----------- |
| 2003                       | 4           | 0           |
| 2004                       | 7           | 0           |
| 2005                       | 9           | 0           |
| 2006                       | 4           | 0           |
| 通算                       | 24          | 0           |